# Cheap Trick/Diskografie
Diese Diskografie ist eine Übersicht über die musikalischen Werke der US-amerikanischen Rockband Cheap Trick. Den Schallplattenauszeichnungen zufolge hat sie bisher mehr als 11,8 Millionen Tonträger verkauft, davon alleine in ihrer Heimat über zehn Millionen. Ihre erfolgreichste Veröffentlichung ist das Album Cheap Trick at Budokan mit über 3,6 Millionen verkauften Einheiten.

## Alben

### Studioalben
| Jahr | Titel                     | Höchstplatzierung, Gesamtwochen, AuszeichnungChartplatzierungen (Jahr, Titel, Platzierungen, Wochen, Auszeichnungen, Anmerkungen) | Höchstplatzierung, Gesamtwochen, AuszeichnungChartplatzierungen (Jahr, Titel, Platzierungen, Wochen, Auszeichnungen, Anmerkungen) | Höchstplatzierung, Gesamtwochen, AuszeichnungChartplatzierungen (Jahr, Titel, Platzierungen, Wochen, Auszeichnungen, Anmerkungen) | Höchstplatzierung, Gesamtwochen, AuszeichnungChartplatzierungen (Jahr, Titel, Platzierungen, Wochen, Auszeichnungen, Anmerkungen) | Höchstplatzierung, Gesamtwochen, AuszeichnungChartplatzierungen (Jahr, Titel, Platzierungen, Wochen, Auszeichnungen, Anmerkungen) | Anmerkungen                                                                                  |
| Jahr | Titel                     | DE | AT | CH | UK | US | Anmerkungen                                                                                  |
| ---- | ------------------------- | --- | --- | --- | --- | --- | -------------------------------------------------------------------------------------------- |
| 1977 | Cheap Trick               | — | — | — | — | — | Erstveröffentlichung: 3. Februar 1977                                                        |
| 1977 | In Color                  | — | — | — | — | US73 Platin · (12 Wo.)US | Erstveröffentlichung: September 1977 Produzent: Tom Werman                                   |
| 1978 | Heaven Tonight            | — | — | — | — | US48 Platin · (22 Wo.)US | Erstveröffentlichung: 24. April 1978 Produzent: Tom Werman                                   |
| 1979 | Dream Police              | DE56 (6 Wo.)DE | — | — | UK41 (5 Wo.)UK | US6 Platin · (25 Wo.)US | Erstveröffentlichung: 21. September 1979 Produzent: Tom Werman                               |
| 1980 | All Shook Up              | — | — | — | — | US24 Gold · (15 Wo.)US | Erstveröffentlichung: 24. Oktober 1980 Produzent: George Martin                              |
| 1982 | One on One                | — | — | — | UK95 (1 Wo.)UK | US39 Gold · (27 Wo.)US | Erstveröffentlichung: 30. April 1982 Produzent: Roy Thomas Baker                             |
| 1983 | Next Position Please      | — | — | — | — | US61 (11 Wo.)US | Erstveröffentlichung: 15. August 1983 Produzenten: Cheap Trick, Todd Rundgren, Ian Taylor    |
| 1985 | Standing on the Edge      | — | — | — | — | US35 (18 Wo.)US | Erstveröffentlichung: 19. Juli 1985 Produzent: Jack Douglas                                  |
| 1986 | The Doctor                | — | — | — | — | US115 (9 Wo.)US | Erstveröffentlichung: November 1986 Produzent: Tony Platt                                    |
| 1988 | Lap of Luxury             | — | — | — | — | US16 Platin · (47 Wo.)US | Erstveröffentlichung: 12. April 1988 Produzent: Richie Zito                                  |
| 1990 | Busted                    | — | — | — | — | US48 (17 Wo.)US | Erstveröffentlichung: 27. Juni 1990 Produzent: Richie Zito                                   |
| 1994 | Woke Up with a Monster    | — | — | — | — | US123 (2 Wo.)US | Erstveröffentlichung: 22. März 1994 Produzent: Ted Templeman                                 |
| 1997 | Cheap Trick               | — | — | — | — | US99 (2 Wo.)US | Erstveröffentlichung: 29. April 1997 Produzenten: Cheap Trick, Ian Taylor                    |
| 2003 | Special One               | — | — | — | — | US128 (1 Wo.)US | Erstveröffentlichung: 22. Juni 2003 Produzenten: Cheap Trick, Chris Shaw                     |
| 2006 | RockFord                  | — | — | — | — | US101 (2 Wo.)US | Erstveröffentlichung: 6. Juni 2006 Produzenten: Cheap Trick, Linda Perry                     |
| 2009 | The Latest                | — | — | — | — | US78 (1 Wo.)US | Erstveröffentlichung: 23. Juni 2009 Produzenten: Cheap Trick, Howard Willing, Julian Raymond |
| 2016 | Bang, Zoom, Crazy … Hello | — | — | — | — | US31 (3 Wo.)US | Erstveröffentlichung: 1. April 2016 Produzenten: Cheap Trick, Julian Raymond                 |
| 2017 | We’re All Alright!        | — | — | — | — | US63 (1 Wo.)US | Erstveröffentlichung: 16. Juni 2017 Produzenten: Cheap Trick, Julian Raymond                 |
| 2017 | Christmas Christmas       | — | — | — | — | — | Erstveröffentlichung: 20. Oktober 2017                                                       |
| 2021 | In Another World          | DE49 (1 Wo.)DE | — | CH30 (1 Wo.)CH | — | US142 (1 Wo.)US | Erstveröffentlichung: 9. April 2021                                                          |

grau schraffiert: keine Chartdaten aus diesem Jahr verfügbar

### Livealben
| Jahr | Titel                  | Höchstplatzierung, Gesamtwochen, AuszeichnungChartplatzierungen (Jahr, Titel, Platzierungen, Wochen, Auszeichnungen, Anmerkungen) | Höchstplatzierung, Gesamtwochen, AuszeichnungChartplatzierungen (Jahr, Titel, Platzierungen, Wochen, Auszeichnungen, Anmerkungen) | Höchstplatzierung, Gesamtwochen, AuszeichnungChartplatzierungen (Jahr, Titel, Platzierungen, Wochen, Auszeichnungen, Anmerkungen) | Höchstplatzierung, Gesamtwochen, AuszeichnungChartplatzierungen (Jahr, Titel, Platzierungen, Wochen, Auszeichnungen, Anmerkungen) | Höchstplatzierung, Gesamtwochen, AuszeichnungChartplatzierungen (Jahr, Titel, Platzierungen, Wochen, Auszeichnungen, Anmerkungen) | Anmerkungen |
| Jahr | Titel                  | DE | AT | CH | UK | US | Anmerkungen |
| ---- | ---------------------- | --- | --- | --- | --- | --- | --- |
| 1979 | Cheap Trick at Budokan | — | — | — | UK29 (9 Wo.)UK | US4 ×3Dreifachplatin · (53 Wo.)US                                                                                                 | Erstveröffentlichung: Februar 1979 Aufnahme: Nippon Budōkan, am 28. und 30. April 1978 Produzenten: Cheap Trick |
| 2009 | Sgt. Pepper Live       | — | — | — | — | US83 (1 Wo.)US | Erstveröffentlichung: 25. August 2009 Aufnahme: Las Vegas Hilton, am 12. Dezember 2007                          |

grau schraffiert: keine Chartdaten aus diesem Jahr verfügbar
Weitere Livealben
- 1992: Budokan II
- 1998: At Budokan: The Complete Concert
- 1999: Music for Hangovers (Aufnahme: The Metro 30. April bis 3. Mai 1998)
- 2001: Silver
- 2019: Are You Ready? Live 12/31/1979
- 2020: Out To Get You!: Live 1977

### Kompilationen
| Jahr | Titel             | Höchstplatzierung, Gesamtwochen, AuszeichnungChartplatzierungen (Jahr, Titel, Platzierungen, Wochen, Auszeichnungen, Anmerkungen) | Höchstplatzierung, Gesamtwochen, AuszeichnungChartplatzierungen (Jahr, Titel, Platzierungen, Wochen, Auszeichnungen, Anmerkungen) | Höchstplatzierung, Gesamtwochen, AuszeichnungChartplatzierungen (Jahr, Titel, Platzierungen, Wochen, Auszeichnungen, Anmerkungen) | Höchstplatzierung, Gesamtwochen, AuszeichnungChartplatzierungen (Jahr, Titel, Platzierungen, Wochen, Auszeichnungen, Anmerkungen) | Höchstplatzierung, Gesamtwochen, AuszeichnungChartplatzierungen (Jahr, Titel, Platzierungen, Wochen, Auszeichnungen, Anmerkungen) | Anmerkungen                           |
| Jahr | Titel             | DE | AT | CH | UK | US | Anmerkungen                           |
| ---- | ----------------- | --- | --- | --- | --- | --- | ------------------------------------- |
| 1991 | The Greatest Hits | — | — | — | — | US174 Platin · (3 Wo.)US | Erstveröffentlichung: 1. Oktober 1991 |

Weitere Kompilationen
- 1987: I Want You to Want Me
- 1990: Surrender
- 1991: The Hits of Cheap Trick
- 1991: The Collection
- 1996: Sex, America, Cheap Trick (Box mit 4 CDs)
- 1998: Don’t Be Cruel
- 2000: Authorized Greatest Hits
- 2004: The Essential Cheap Trick
- 2007: Collections
- 2007: Super Hits
- 2008: Original Album Classics (Box mit 5 CDs)
- 2009: The Very Best of Cheap Trick
- 2010: The Music of Cheap Trick (Box mit 3 CDs)
- 2012: The Complete Epic Albums Collection (Box mit 14 CDs)
- 2013: The Classic Albums 1977–1979 (Box mit 5 LPs)

### EPs
| Jahr | Titel               | Höchstplatzierung, Gesamtwochen, AuszeichnungChartplatzierungen (Jahr, Titel, Platzierungen, Wochen, Auszeichnungen, Anmerkungen) | Höchstplatzierung, Gesamtwochen, AuszeichnungChartplatzierungen (Jahr, Titel, Platzierungen, Wochen, Auszeichnungen, Anmerkungen) | Höchstplatzierung, Gesamtwochen, AuszeichnungChartplatzierungen (Jahr, Titel, Platzierungen, Wochen, Auszeichnungen, Anmerkungen) | Höchstplatzierung, Gesamtwochen, AuszeichnungChartplatzierungen (Jahr, Titel, Platzierungen, Wochen, Auszeichnungen, Anmerkungen) | Höchstplatzierung, Gesamtwochen, AuszeichnungChartplatzierungen (Jahr, Titel, Platzierungen, Wochen, Auszeichnungen, Anmerkungen) | Anmerkungen                                                 |
| Jahr | Titel               | DE | AT | CH | UK | US | Anmerkungen                                                 |
| ---- | ------------------- | --- | --- | --- | --- | --- | ----------------------------------------------------------- |
| 1980 | Found All the Parts | — | — | — | — | US39 (12 Wo.)US | Erstveröffentlichung: 2. Juni 1980 Produzenten: Cheap Trick |

grau schraffiert: keine Chartdaten aus diesem Jahr verfügbar

## Singles
| Jahr | Titel Album                                         | Höchstplatzierung, Gesamtwochen, AuszeichnungChartplatzierungen (Jahr, Titel, Album, Platzierungen, Wochen, Auszeichnungen, Anmerkungen) | Höchstplatzierung, Gesamtwochen, AuszeichnungChartplatzierungen (Jahr, Titel, Album, Platzierungen, Wochen, Auszeichnungen, Anmerkungen) | Höchstplatzierung, Gesamtwochen, AuszeichnungChartplatzierungen (Jahr, Titel, Album, Platzierungen, Wochen, Auszeichnungen, Anmerkungen) | Höchstplatzierung, Gesamtwochen, AuszeichnungChartplatzierungen (Jahr, Titel, Album, Platzierungen, Wochen, Auszeichnungen, Anmerkungen) | Anmerkungen                                                                                              |
| Jahr | Titel Album                                         | DE | AT | UK | US | Anmerkungen                                                                                              |
| ---- | --------------------------------------------------- | --- | --- | --- | --- | --- |
| 1978 | Surrender Heaven Tonight                            | — | — | UK— SilberUK | US62 (8 Wo.)US | Erstveröffentlichung: 26. Mai 1978 Autor: Rick Nielsen                                                   |
| 1979 | Voices Dream Police                                 | — | AT16 (6 Wo.)AT | — | US32 (11 Wo.)US | Erstveröffentlichung: 23. Februar 1979 Autor: Rick Nielsen                                               |
| 1979 | I Want You to Want Me (Live) Cheap Trick at Budokan | DE18 (27 Wo.)DE | AT15 (8 Wo.)AT | UK29 (9 Wo.)UK | US7 Gold · (19 Wo.)US | Erstveröffentlichung: 30. März 1979 Autor: Rick Nielsen                                                  |
| 1979 | Ain’t That a Shame Cheap Trick at Budokan           | — | — | — | US35 (10 Wo.)US | Erstveröffentlichung: Juli 1979 Autoren: Fats Domino, Dave Bartholomew Original: Fats Domino, 1955       |
| 1979 | Dream Police                                        | — | — | — | US26 (10 Wo.)US | Erstveröffentlichung: 1. September 1979 Autor: Rick Nielsen                                              |
| 1980 | Way of the World Dream Police                       | — | — | UK73 (2 Wo.)UK | — | Erstveröffentlichung: 4. Januar 1980 Autoren: Rick Nielsen, Robin Zander                                 |
| 1980 | Everything Works If You Let It Roadie (Soundtrack)  | — | — | — | US44 (10 Wo.)US | Erstveröffentlichung: Mai 1980 vom Soundtrack des Films Roadie Autor: Rick Nielsen                       |
| 1980 | Stop This Game All Shook Up                         | — | — | — | US48 (12 Wo.)US | Erstveröffentlichung: 10. Oktober 1980 Autoren: Rick Nielsen, Robin Zander                               |
| 1982 | If You Want My Love One on One                      | — | — | UK57 (3 Wo.)UK | US45 (11 Wo.)US | Erstveröffentlichung: Mai 1982 Autor: Rick Nielsen                                                       |
| 1982 | She’s Tight One on One                              | — | — | — | US65 (7 Wo.)US | Erstveröffentlichung: September 1982 Autor: Rick Nielsen                                                 |
| 1985 | Tonight It’s You Standing on the Edge               | — | — | — | US44 (17 Wo.)US | Erstveröffentlichung: Juli 1985 Autoren: Rick Nielsen, Robin Zander, Jon Brant, Mark Radice              |
| 1988 | The Flame Lap of Luxury                             | DE32 (10 Wo.)DE | — | UK77 (11 Wo.)UK | US1 (27 Wo.)US | Erstveröffentlichung: 5. April 1988 Autoren: Nick Graham, Robert Mitchell                                |
| 1988 | Don’t Be Cruel Lap of Luxury                        | — | — | UK77 (5 Wo.)UK | US4 (17 Wo.)US | Erstveröffentlichung: 13. Juni 1988 Autoren: Otis Blackwell, Elvis Presley Original: Elvis Presley, 1956 |
| 1988 | Ghost Town Lap of Luxury                            | — | — | — | US33 (14 Wo.)US | Erstveröffentlichung: 31. Oktober 1988 Autoren: Diane Warren, Rick Nielsen                               |
| 1989 | Never Had a Lot to Lose Lap of Luxury               | — | — | — | US75 (6 Wo.)US | Erstveröffentlichung: Januar 1989 Autoren: Robin Zander, Tom Petersson                                   |
| 1990 | Can’t Stop Falling into Love Busted                 | — | — | — | US12 (14 Wo.)US | Erstveröffentlichung: Juli 1990 Autoren: Cheap Trick                                                     |
| 1990 | Wherever Would I Be Busted                          | — | — | — | US50 (10 Wo.)US | Erstveröffentlichung: Oktober 1990 Autor: Diane Warren                                                   |

Weitere Singles
- 1977: Oh, Candy
- 1977: I Want You to Want Me (UK: Silber)
- 1977: Southern Girls
- 1978: So Good to See You
- 1978: California Man
- 1981: World’s Greatest Lover
- 1981: Reach Out
- 1983: Spring Break
- 1983: Saturday at Midnight
- 1983: Dancing the Night Away
- 1983: I Can’t Take It
- 1984: Up the Creek
- 1986: Mighty Wings
- 1986: It’s Only Love
- 1994: Didn’t Know I Had It
- 1994: You’re All I Wanna Do
- 1994: Never Run Out of Love
- 1995: Cold Turkey
- 1996: I Want You to Want Me (Alternate Version)
- 1996: Say Goodbye
- 1997: Baby Talk
- 1997: Carnival Game
- 2003: Scent of a Woman
- 2003: My Obsession
- 2004: Oh Boy
- 2006: Perfect Stranger

## Videoalben
- 1990: Every Trick in the Book (US: Gold)
- 1997: Live in Australia
- 2001: Silver
- 2002: Music for Hangovers
- 2004: From Tokyo to You: Live in Japan
- 2008: Budokan!
- 2009: Sgt. Pepper Live

## Statistik

### Chartauswertung
|                     | DE    | CH    | UK    | US     |
| ------------------- | ----- | ----- | ----- | ------ |
| Nummer-eins-Alben   | DE—DE | CH—CH | UK—UK | US—US  |
| Top-10-Alben        | DE—DE | CH—CH | UK—UK | US2US  |
| Alben in den Charts | DE2DE | CH1CH | UK3UK | US21US |

|                       | DE    | AT    | UK    | US     |
| --------------------- | ----- | ----- | ----- | ------ |
| Nummer-eins-Singles   | DE—DE | AT—AT | UK—UK | US1US  |
| Top-10-Singles        | DE—DE | AT—AT | UK—UK | US3US  |
| Singles in den Charts | DE2DE | AT2AT | UK5UK | US16US |

### Auszeichnungen für Musikverkäufe
| Goldene Schallplatte - Australien - 1982: für die Single If You Want My Love - 1982: für das Album One on One - Kanada - 1979: für das Album In Colour - 1979: für die Single I Want You to Want Me (Live) - 1982: für das Album All Shook Up - 1990: für das Album Busted - Neuseeland - 1979: für das Album Cheap Trick at Budokan - 1979: für das Album Dream Police | Platin-Schallplatte - Kanada - 1979: für das Album Heaven Tonight - 1988: für das Album Lap of Luxury - Niederlande - 1979: für das Album Cheap Trick at Budokan 3× Platin-Schallplatte - Kanada - 1979: für das Album Dream Police 5× Platin-Schallplatte - Kanada - 1979: für das Album Cheap Trick at Budokan |

Anmerkung: Auszeichnungen in Ländern aus den Charttabellen bzw. Chartboxen sind in ebendiesen zu finden.
| Land/RegionAuszeichnungen für Musikverkäufe (Land/Region, Auszeichnungen, Verkäufe, Quellen) | Silber     | Gold       | Platin       | Verkäufe   | Quellen                   |
| -------------------------------------------------------------------------------------------- | ---------- | ---------- | ------------ | ---------- | ------------------------- |
| Australien (ARIA)                                                                            | —          | 2× Gold2   | —            | 70.000     | Einzelnachweise           |
| Kanada (MC)                                                                                  | —          | 4× Gold4   | 10× Platin10 | 1.225.000  | musiccanada.com           |
| Neuseeland (RMNZ)                                                                            | —          | 2× Gold2   | —            | 20.000     | aotearoamusiccharts.co.nz |
| Niederlande (NVPI)                                                                           | —          | —          | Platin1      | 100.000    | nvpi.nl                   |
| Vereinigte Staaten (RIAA)                                                                    | —          | 4× Gold4   | 8× Platin8   | 10.050.000 | riaa.com                  |
| Vereinigtes Königreich (BPI)                                                                 | 2× Silber2 | —          | —            | 400.000    | bpi.co.uk                 |
| Insgesamt                                                                                    | 2× Silber2 | 12× Gold12 | 19× Platin19 |            |                           |